# اندرو کوئومو
اندرو مارک کوئُوْمُوْ ‎/ˈkwoʊmoʊ/‎ (به انگلیسی: Andrew Cuomo) (زادهٔ ۶ دسامبر ۱۹۵۷ در کویینز نیویورک) سیاستمدار اهل ایالات متحده آمریکا است که به عنوان پنجاه و ششمین فرماندار نیویورک از حزب دموکرات ایالات متحده آمریکا است. او پسر ماریو کوئومو ۵۲امین فرماندار نیویورک است.

## زندگی شخصی

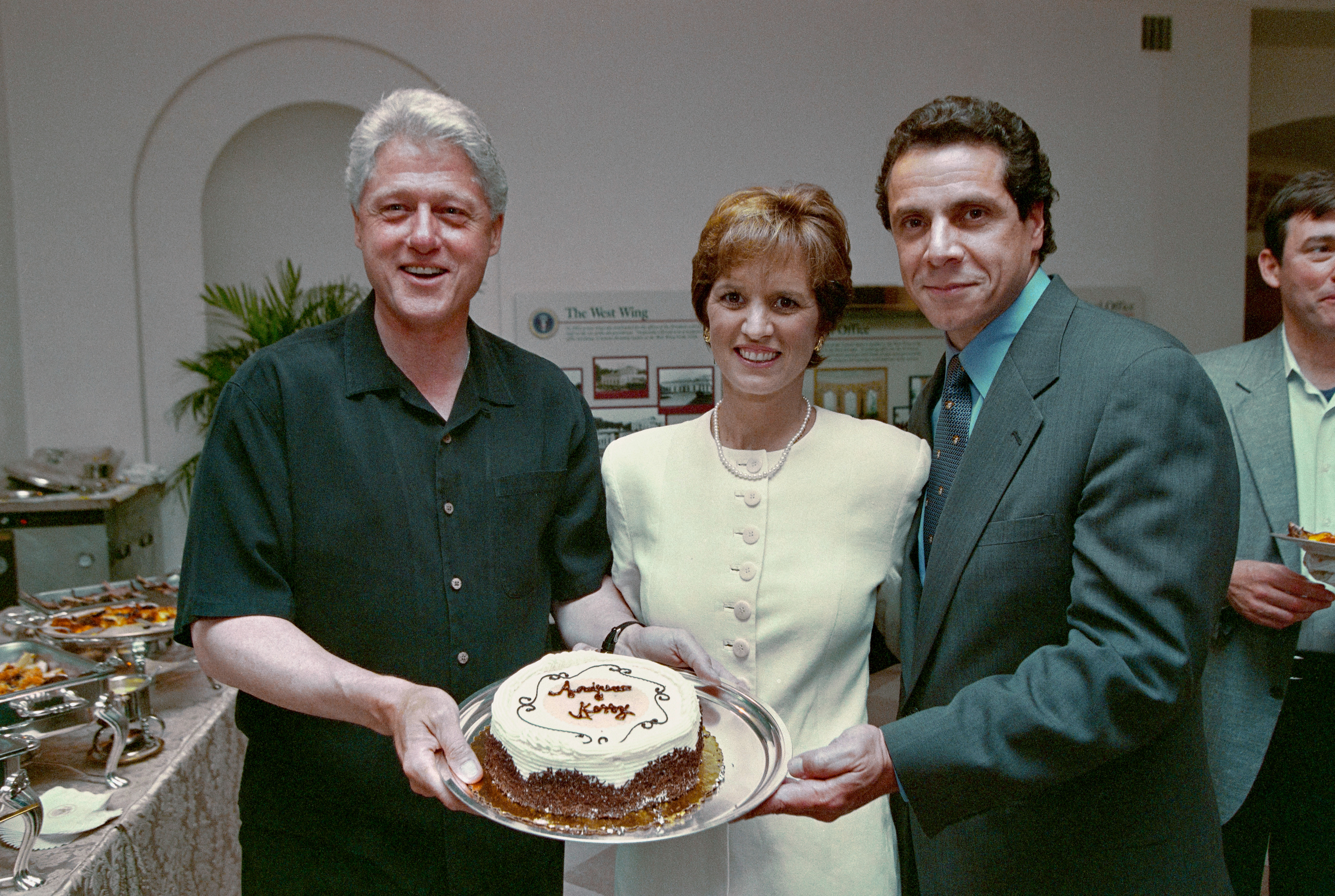
کومو با همسرش کری کندی و رئیس‌جمهور بیل کلینتون در سال 2000

اندرو کوئومو در سال ۱۹۷۹ از دانشگاه فوردهام فارغ‌التحصیل شد. او در سال۱۹۹۰ با نویسنده و فعال حقوق بشر کری کندی ازدواج کرد و حاصل این ازدواج دو دختر دوقلو به نام‌های ماریا و کارا و یک دختر جوانتر به نام میکلا است. آنها در سال ۲۰۰۵ از یکدیگر جدا شدند.
کوئومو کاتولیک رومی است. به نوشته نیویورک تایمز, مواضع کوئومو به نفع حقوق سقط جنین و ازدواج همجنس (و همزیستی اش با لی بدون ازدواج با او ) در مغایرت با آموزه های کلیسا به «عاملی بحث برانگیز در جنگ فرهنگی چند دهه‌ای بین کاتولیک‌های محافظه‌کار و کسانی مثل آقای کوئومو شده که در مسایل گوناگونی از جمله سقط جنین و طلاق با مواضع کلیسا اختلاف نظر دارند.»